# 罕乌拉街道
罕乌拉街道，是中华人民共和国内蒙古自治区赤峰市阿鲁科尔沁旗下辖的一个乡镇级行政单位。

## 行政区划
罕乌拉街道下辖以下地区：
百合社区、赛罕社区、罕乌拉社区、盛世社区、查布嘎社区、天元社区。